# Hans Albrecht
Hans Albrecht (Kassel, 1873. augusztus 18. – 1935 után) német író, lapszerkesztő.

## Élete
Apja kormánytitkár volt, emellett egy ügyvédi irodában is tevékenykedett, felesége, Hans anyja Marie Uberich volt. A kasseli Realschule és a Realgymnasium hallgatója volt. Eredetileg apjához hasonlóan közszolgálati karriert kívánt folytatni, ám ezzel hamar felhagyott, s inkább az irodalom és az újságírás felé fordult. Több kasseli és külföldi napilap szerkesztője lett, elsősorban véleménycikkeket, rövid történeteket és tárcákat publikált. 1893-ban Lipcsében katonai évkönyvet szerkesztett Der Kamerad. Militärisches Jahrbuch für junge und alte Soldaten címmel, azonban a csekély érdeklődés miatt a következő években nem jelentette meg a munka további kiadásait. Ezután a Hessische Dorfzeitung és a Swinemünder Zeitung szerkesztője lett.
1900 telén a rostocki Stadttheater igazgatósági titkárává nevezték ki, Richard Hagen igazgató mellé. Szabadidejében a grafológiának szentelte magát. 

## Válogatott munkái
- Der Kamerad. Militärisches Jahrbuch für junge und alte Soldaten, Lipcse, 1893

## Fordítás
- Ez a szócikk részben vagy egészben  a   Hans Albrecht (Redakteur) című német Wikipédia-szócikk ezen változatának fordításán alapul.  Az eredeti cikk szerkesztőit annak laptörténete sorolja fel. Ez a jelzés csupán a megfogalmazás eredetét és a szerzői jogokat jelzi, nem szolgál a cikkben szereplő információk forrásmegjelöléseként.